# Fotografia di nudo

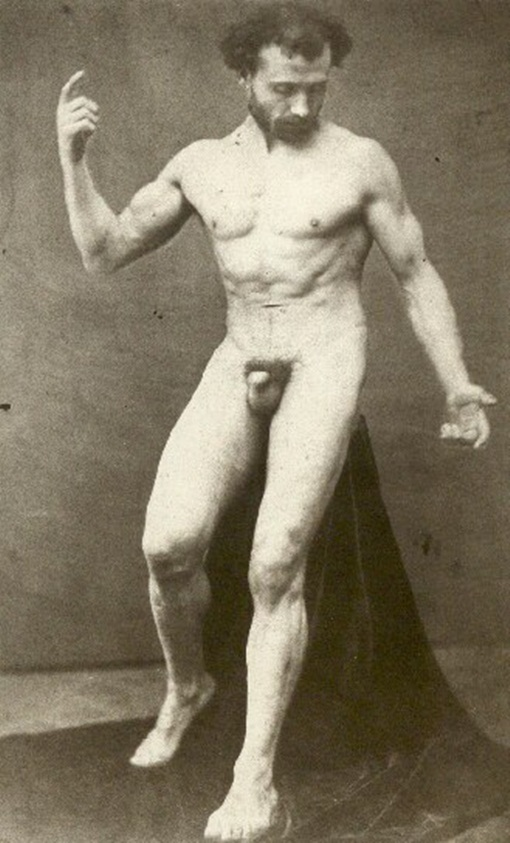
Un nudo accademico di Gaudenzio Marconi, risalente al 1865 circa.

La fotografia di nudo è il genere fotografico che rappresenta un'immagine di una persona nuda o semi-nuda, o un'immagine che suggerisce la nudità.
La fotografia di nudo viene intrapresa per una varietà di scopi, inclusi usi educativi, applicazioni commerciali e creazioni artistiche.
L'esposizione o la pubblicazione di fotografie di nudo può essere controversa, più in alcune culture o paesi che in altri, e specialmente se il soggetto è minorenne.

## In ambito informativo
La fotografia di nudo può essere adoperata a scopo scientifico e educativo, come negli studi etnografici, la fisiologia umana o l'educazione sessuale. In questo contesto l'enfasi dell'immagine non è il soggetto, né la bellezza o l'erotismo dell'immagine, ma lo scopo educativo o dimostrativo per il quale la fotografia è stata scattata.
Queste immagini possono essere usate per analizzare i libri medici o altri libri di testo, le notizie scientifiche, gli articoli o i lavori di ricerca. La natura di queste fotografie è illustrativa e informativa, pertanto queste immagini sono adoperate per mostrare degli elementi citati nel testo e accompagnarlo.

## In ambito commerciale

### Erotismo

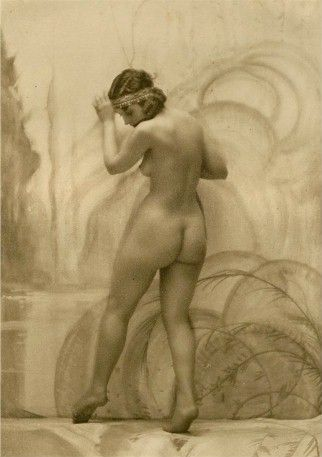
Una fotografia raffigurante una delle ballerine delle Folies Bergère, ritratta da Stanisław Julian Ignacy Ostroróg.

Fin dagli albori della fotografia, il nudo è stato una fonte di ispirazione per coloro che hanno adottato questa nuova forma d'arte. Molte delle prime fotografie di questo genere venivano custodite strettamente o circolavano clandestinamente in quanto violavano le norme della società dell'epoca, dato che, a differenza della pittura e della scultura, la fotografia raffigurava la nudità vera e propria. Molte culture, infatti, accettano la rappresentazione della nudità nell'arte ma ritengono scandalosa quella vera.
Alfred Cheney Johnston (1885–1971) è stato un fotografo professionista statunitense che fotografò spesso le ballerine degli spettacoli Ziegfeld Follies. La maggior parte di queste fotografie (alcune con un titolo, altre per lo più anonime), tuttavia, che raffiguravano dei soggetti senza veli, senza alcun ritocco, non sarebbero state pubblicabili apertamente negli anni 20 e 30, perciò si pensa che Johnston le abbia scattate per il proprio gusto personale o su richiesta dell'impresario Florenz Ziegfeld, che gestiva gli spettacoli.

### Glamour
Le fotografie glamour enfatizzano il soggetto, spesso femminile, in maniera romantica e più attraente. I soggetti di queste fotografie possono essere vestiti o seminudi e viene posta un'enfasi particolare sul fascino del modello. Fino agli anni 60, la fotografia glamorosa era considerata erotica.
Quando il soggetto è maschile, queste fotografie sono note popolarmente con il nome di beefcake (letteralmente "grossa bistecca" in inglese).

### Pubblicità
La nudità è abbastanza presente nella pubblicità moderna ed è usata per cercare di vendere un prodotto. Infatti, l'immagine usata spesso non ha alcun collegamento con il prodotto pubblicizzato, ma ha il solo scopo di attirare l'attenzione di un potenziale cliente.
Per esempio, nel 2007, l'azienda di commercio elettronico Bluefly lanciò una campagna pubblicitaria nella quale delle donne si trovavano in degli spazi pubblici in stato di nudità, senza essere notate né rendersene conto. Ogni immagine era accompagnata dalla scritta "Nulla da indossare" (Nothing to wear), alla quale seguiva "Ecco perché io scelgo BlueFly" (That's why I BlueFly). Secondo l'amministratrice delegata dell'azienda, Melissa Payner, "questa campagna non riguardava la nudità, ma il sentirsi nudi". Le pubblicità avevano lo scopo di mostrare che in una società i vestiti sono "indissolubilmente legati a una persona" e che "senza gli abiti giusti si sperimenta una crisi d'identità": il senso della pubblicità è che le protagoniste preferiscono andare in giro nude piuttosto che uscire con degli abiti "scadenti".
In altri casi la fotografia di nudo viene adoperata nella pubblicità per sensibilizzare alcuni temi, come nel caso di una celebre campagna della PETA, conclusasi nel 2020: per cercare di sensibilizzare sul tema dell'uso delle pellicce animali, l'organizzazione scattò per 30 anni delle fotografie pubblicitarie nelle quali delle celebrità venivano ritratte nude e che avevano come slogan "Preferirei andare in giro nudo/a che indossare una pelliccia" (in inglese: I'd Rather Go Naked Than Wear Fur). Tra le celebrità che hanno partecipato a questa campagna si citano Pamela Anderson, Eva Mendes, Pink e Dennis Rodman.
Tuttavia, l'utilizzazione della nudità nel mondo della pubblicità ha generato non poche controversie, a tal punto che in alcune occasioni gli stessi autori si sono dovuti scusare e hanno dovuto rimuovere la pubblicità “incriminata”: è il caso della campagna pubblicitaria "More than shoes" dell'azienda statunitense Zappos, la quale venne realizzata per enfatizzare sul fatto che, oltre alle scarpe, l'azienda vende altri capi d'abbigliamento, ma che si interruppe a seguito della sua accoglienza negativa, in quanto mostrava donne e uomini completamente nudi in attività urbane (nonostante i modelli non fossero realmente nudi, ma indossassero dei costumi da bagno poi coperti digitalmente).

### Album musicali
Le copertine degli album musicali spesso incorporano la fotografia, e non mancano esempi di nudità o seminudità. Tra le copertine degli album che raffigurano la nudità si citano Electric Ladyland di Jimi Hendrix (1968), Unfinished Music No. 1: Two Virgins di John Lennon (1969), Blind Faith del gruppo omonimo (1969), Virgin Killer degli Scorpions (1976) e Nothing's Shocking dei Jane's Addiction (1988). Le copertine degli album Blind Faith e Virgin Killer hanno causato molte controversie perché raffiguravano delle ragazze preadolescenti (e quindi minorenni), a tal punto che in alcuni paesi questi album furono distribuiti con delle copertine diverse.

## Arte

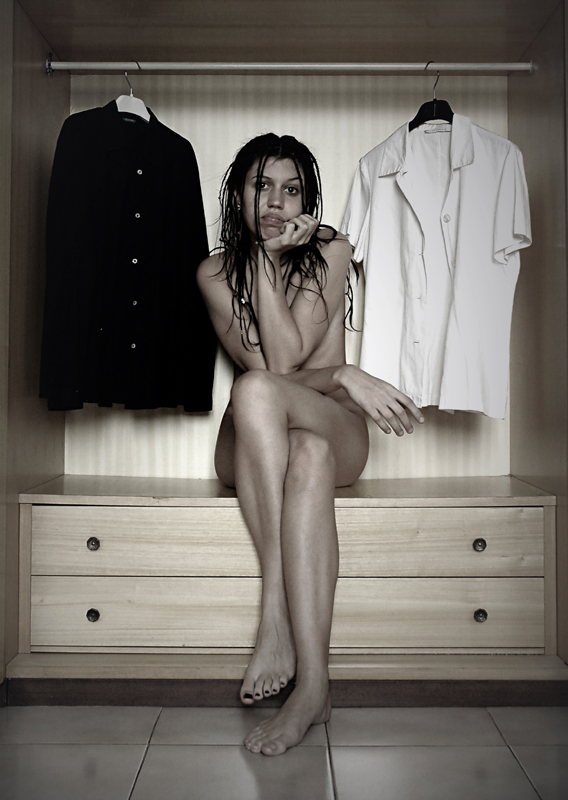
Un esempio di fotografia moderna ritraente un nudo artistico.

L'enfasi delle belle arti sono l'estetica e la creatività; ogni interesse erotico, anche se presente spesso, è secondario. Questo distingue il nudo artistico da quello pornografico o erotico. Ciononostante, il nudo rimane un soggetto controverso in ogni forma d'arte, ma in particolar modo nella fotografia a causa del suo realismo intrinseco.

### Storia

#### Diciannovesimo secolo

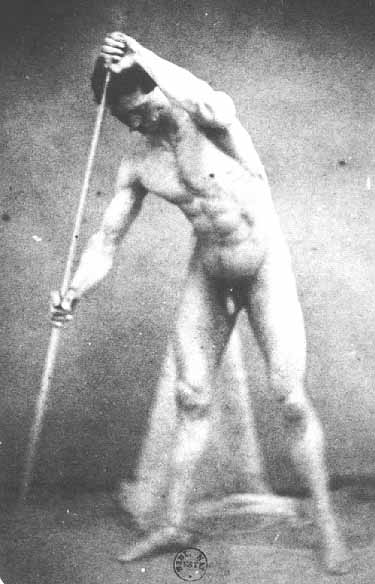
Un nudo maschile di Jean Louis Marie Eugène Durieu (1855 circa).

Per cercare di rendere la fotografia un nuovo mezzo d'arte, i primi fotografi di belle arti del mondo occidentale scelsero spesso dei soggetti femminili per i loro nudi, le cui pose si accordavano con le altre arti tradizionali. Prima del nudo nella fotografia, i nudi artistici si rifacevano all'antichità classica e avevano come soggetto gli dèi, i guerrieri, le dee e le ninfe. Le pose, l'illuminazione, la messa a fuoco morbida e il ritocco manuale venivano utilizzati per creare delle immagini fotografiche comparabili alle altre forme d'arte dell'epoca. Le migliori di queste fotografie erano intese come delle opere d'arte a sé stanti.
Tra gli autori di fotografie di nudo del tardo Ottocento si citano Gaudenzio Marconi, Jean Louis Marie Eugène Durieu, Guglielmo Plüschow e Wilhelm von Gloeden (questi ultimi due, in particolare, erano specializzati in nudi maschili).

#### Ventesimo secolo
Dopo la prima guerra mondiale, vari fotografi d'avanguardia come Brassaï, Man Ray, Hans Bellmer, André Kertész e Bill Brandt utilizzarono delle tecniche più sperimentali nel raffigurare la nudità dei loro soggetti, usando delle distorsioni riflettenti e delle tecniche di stampa per raffigurare la realtà piuttosto che delle allusioni classiche. Le fotografie di Alfred Stieglitz raffiguranti Georgia O'Keeffe sono tra i primi esempi di nudo in un ambiente intimo e personale invece di un'idealizzazione imparziale. Questa tendenza continuò con fotografi come Edward Weston, Imogen Cunningham e Ruth Bernhard. Tra i fotografi della seconda metà del Novecento si citano Diane Arbus, che sceglieva dei soggetti insoliti in ambienti insoliti, e Lee Friedlander, che raffigurò dei soggetti più convenzionali (inclusa una giovane Madonna).

#### Epoca contemporanea

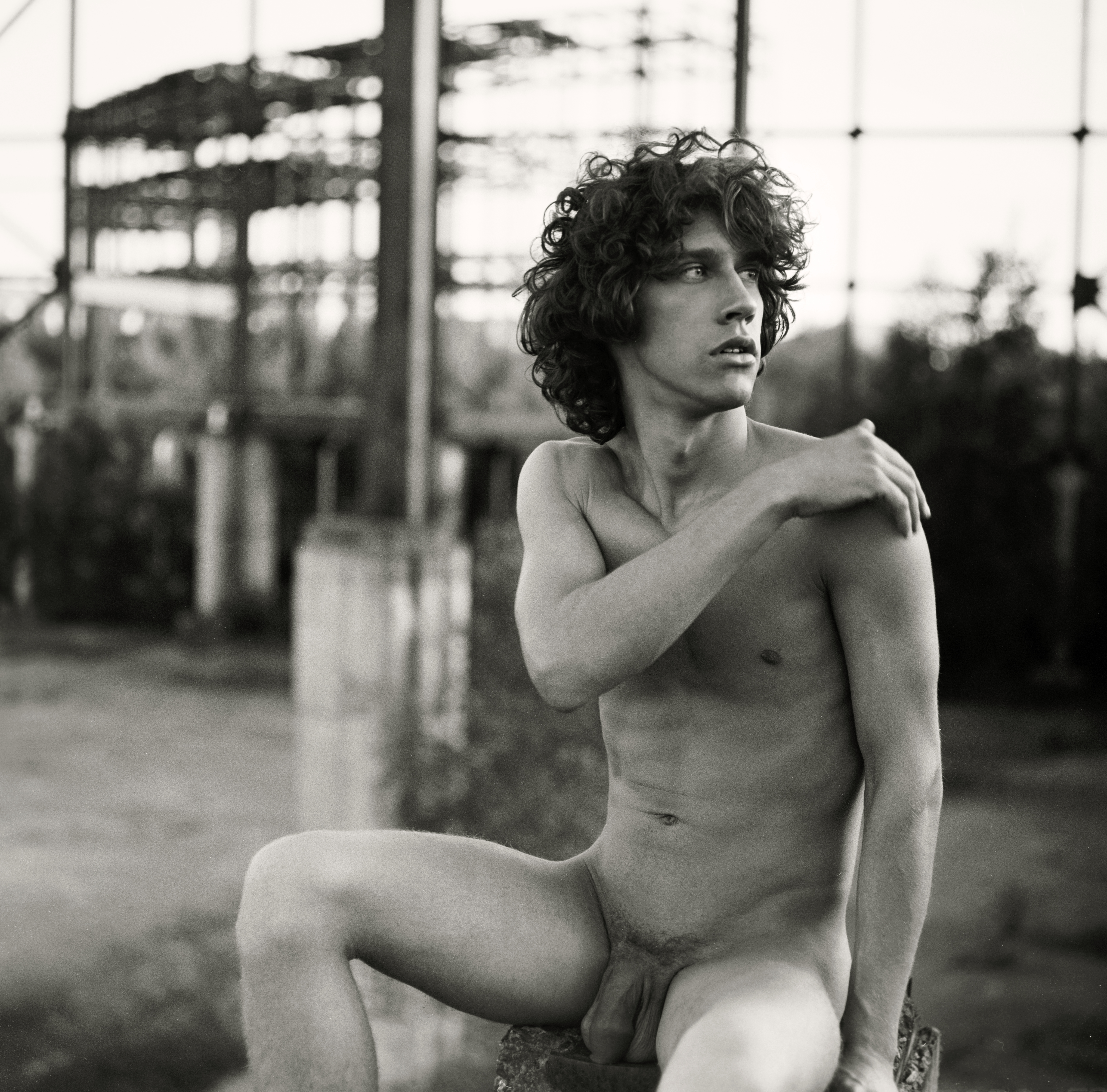
Una fotografia di nudo scattata da Aleksandr "Saša" Kargal'cev.

La distinzione tra un nudo artistico e la fotografia glamorosa sta nella distribuzione: il nudo artistico viene venduto attraverso le gallerie d'arte o in edizione limitata dagli stessi artisti, mentre le fotografie glamour sono distribuite attraverso i media di massa. Tra i fotografi contemporanei specializzati in fotografia di nudo si citano Augusto De Luca, Aleksandr Kargal'cev e Irving Penn, che è passato dagli scatti per la rivista Vogue a fotografare modelle come Kate Moss. Richard Avedon, Helmut Newton e Annie Leibovitz hanno seguito una tendenza simile ritraendo alcuni personaggi famosi, nudi o vestiti parzialmente. In epoca post-moderna, infatti, sono divenute iconiche la fotografia di Avedon raffigurante Nastassja Kinski con un pitone o quella di Leibovitz ritraente Demi Moore incinta o con il corpo nudo dipinto.

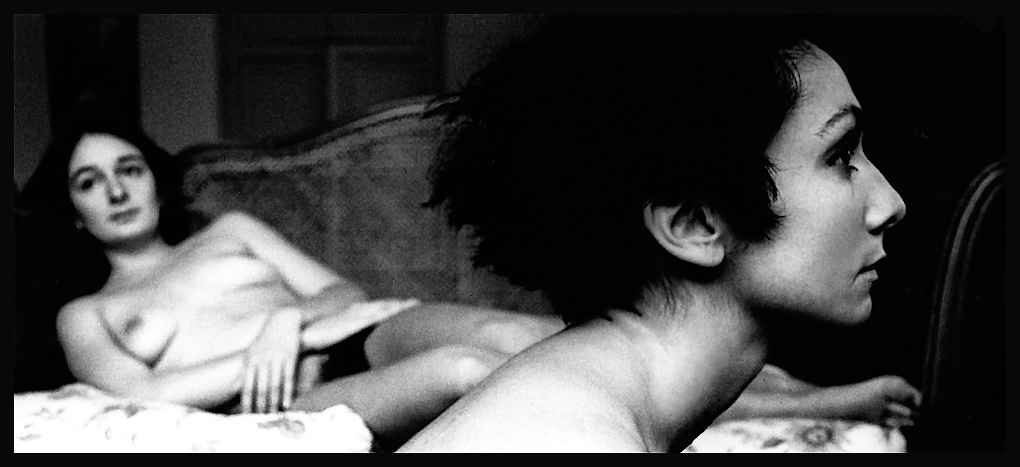
Due nudi femminili di Augusto De Luca, 1980

Sebbene i fotografi di nudo abbiano lavorato all'interno di forme consolidate che mostrano i corpi come delle "astrazioni culturali", alcuni, come Robert Mapplethorpe, hanno realizzato delle opere che sfociano deliberatamente i confini tra l'erotismo e l'arte.
Diversi fotografi sono divenuti controversi a causa di alcune loro fotografie aventi come soggetto dei minorenni. David Hamilton adoperò spesso dei temi erotici. Sally Mann è cresciuta nella Virginia rurale, in un ambiente dove era comune che la gente si immergesse nuda in un fiume, quindi molte delle sue fotografie più celebri raffigurano i suoi figli che nuotano nudi.

## Nelle altre arti

### Cinema
- Normandie nue, regia di Philippe Le Guay (2018)